# Barcaföldvári vár
A barcaföldvári vár, Földvár, Marienburg; műemlék Romániában, Brassó megyében. A romániai műemlékek jegyzékében a BV-II-a-A-11695 sorszámon szerepel.

## Története
Az ország védelmére a keleti irányból támadó nomád népek ellen II. Endre magyar király a Német Lovagrendet hívta be, akiknek engedélyezte favárak építését. Ezek egyike a barcaföldvári vár.
A helybeli szász hagyomány szerint a "Castrum Sancte Mariae" (Szűz Mária várát) egy 1345-ös tatár betörés rombolta le. A tatárok által lerombolt vár védelmi szerepét a 15. században emelt vár vette át, amit a közeli domb tetején húztak fel. Az újonnan felépített erősség tipikus szász parasztvár volt, szabálytalan ellipszis alakú területen épült fel, sarkaiban négyszögletes tornyokkal, falában pedig szuroköntőkkel, udvarán egy kápolnával, a lakosság pedig a templomot és a városkát is különálló kőfallal vette körül. 1526, a mohácsi csatavesztés után az anarchikus belháborúba sodródott országban a fegyvereké lett a döntő szó. A habsburg Ferdinánd pártján álló szászokat itt győzték le a Szapolyai János pártján álló Enyingi Török Bálint által vezetett csapatok.
1599-ben Vitéz Mihály havasalföldi vajda pusztított a szászok lakta településen. Később, a 17. század elején Basta zsoldosai elől menekült a lakosság a téglavárba, amelynek ostromát csak hétezer forint váltságdíj lefizetése ellenében tudták elkerülni. Barcaföldvár közelében zajlott le 1612-ben a Báthory Gábor ellen felkelt szászok és az erdélyi fejedelem hadai közötti csata.
Rövid ideig itt, Földvárnál táborozott Thököly Imre is a kurucaival, 1690-ben, amikor a zernyesti csatában legyőzte a császáriakat.
A Rákóczi-szabadságharc után a vár épületeit sokáig raktárként használták. Később a lakosság a vár anyagát építőanyagként használta, majd az 1977-es földrengés ismét hozzájárult pusztulásához. A fákkal, bokrokkal benőtt rom restaurálását 2013-ban kezdték, és 2018-ban nyitották meg az újjáépített várat.

## Leírása
A vár a hegy-fok alakját követve, szabálytalan háromszög volt, melynek átmetszeti legnagyobb hossza 380 lépés, és alap szélessége (a nyugati oldalon) 350 lépés volt. A nyugati oldal a falu felőli hegyhátról könnyen megközelithető volt, ezen az oldalon levő folyosós kapuját Philippi Porta leírásában Latina név alatt emlitette. A másik két oldalon a hegyhát meredeken emelkedik, itt sánc nem is volt, hanem csak magasan elhelyezett lőrésekkel ellátott falak álltak.

## Galéria

A vár rekonstrukciós rajza
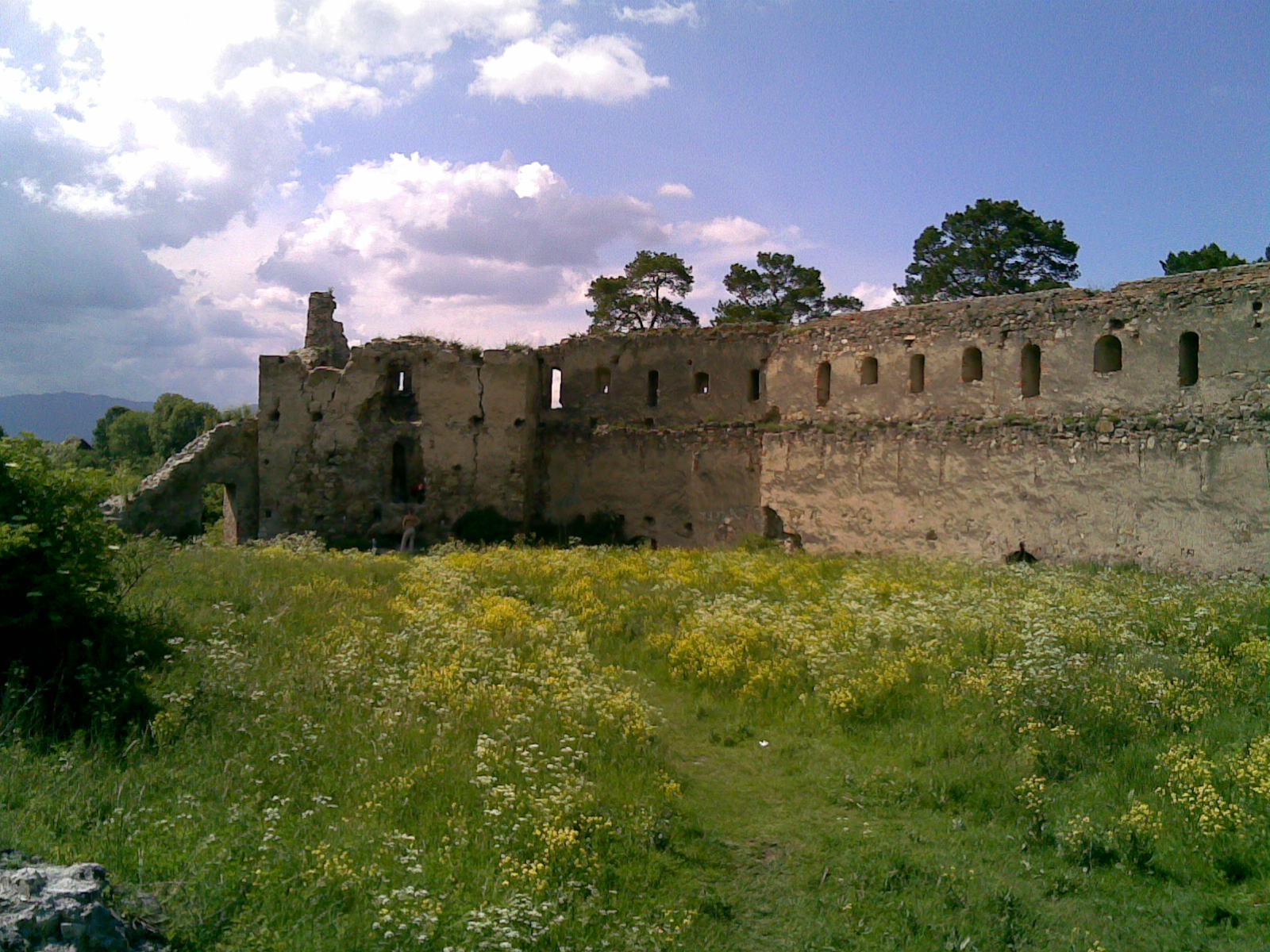
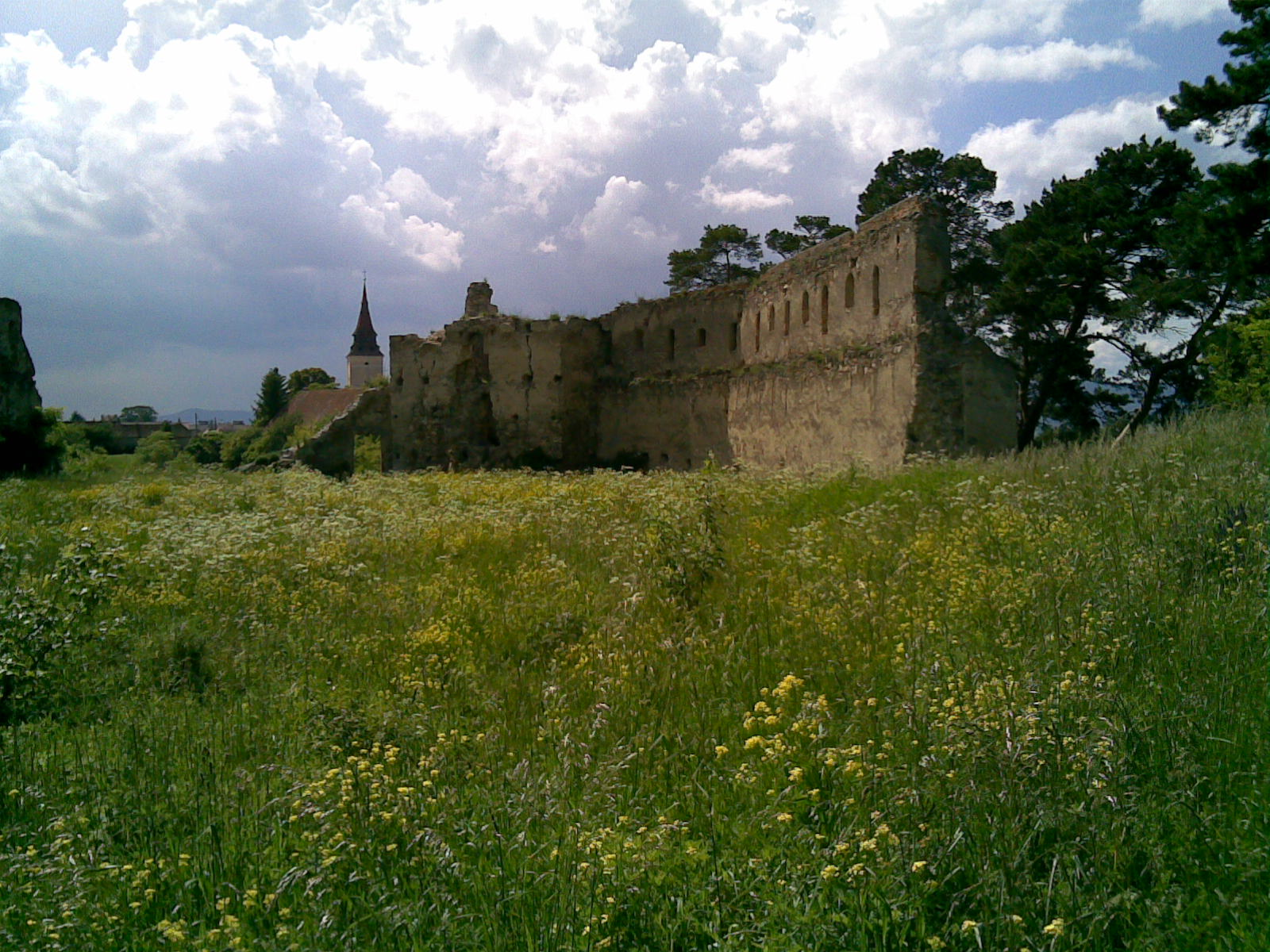
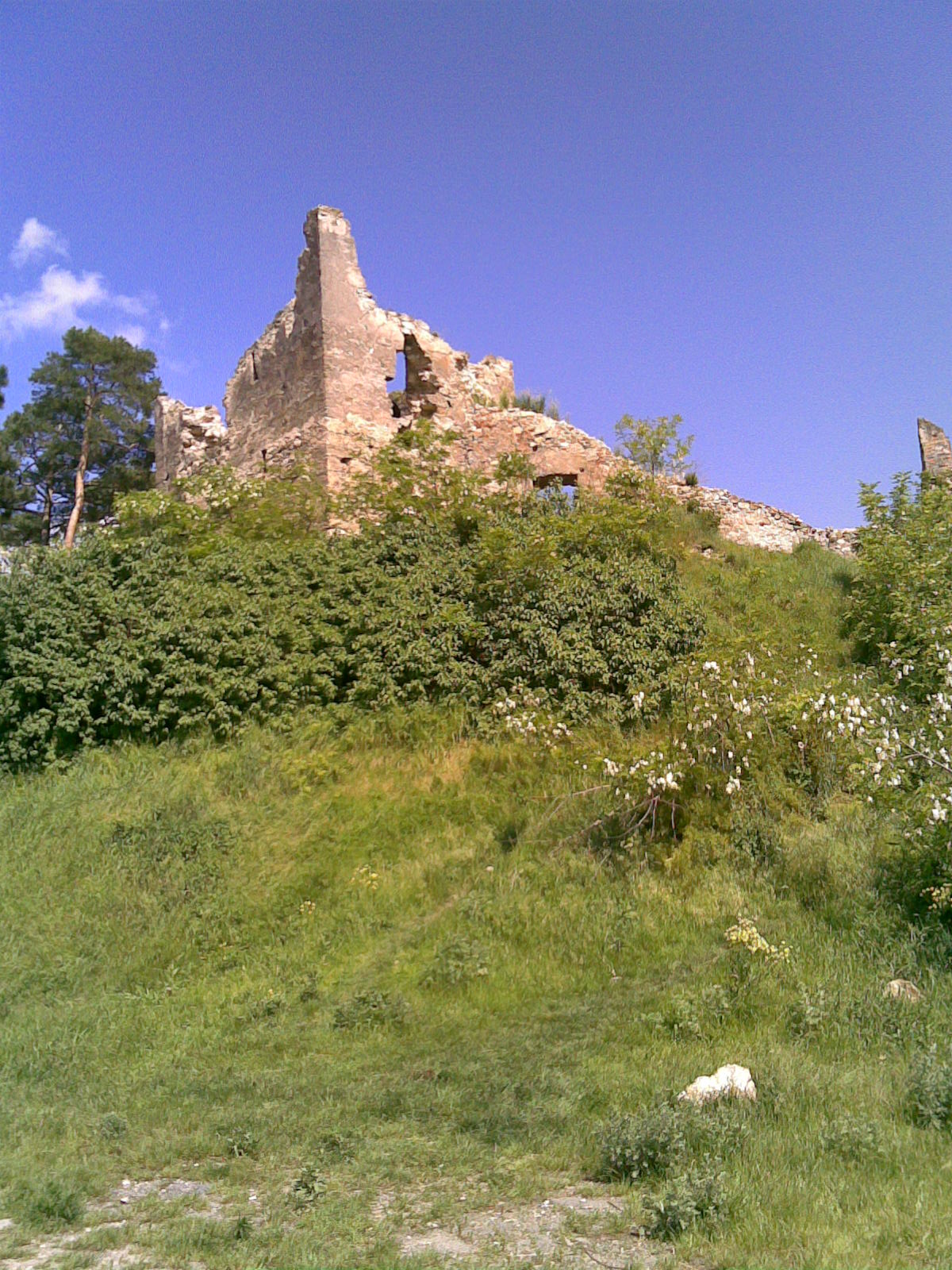
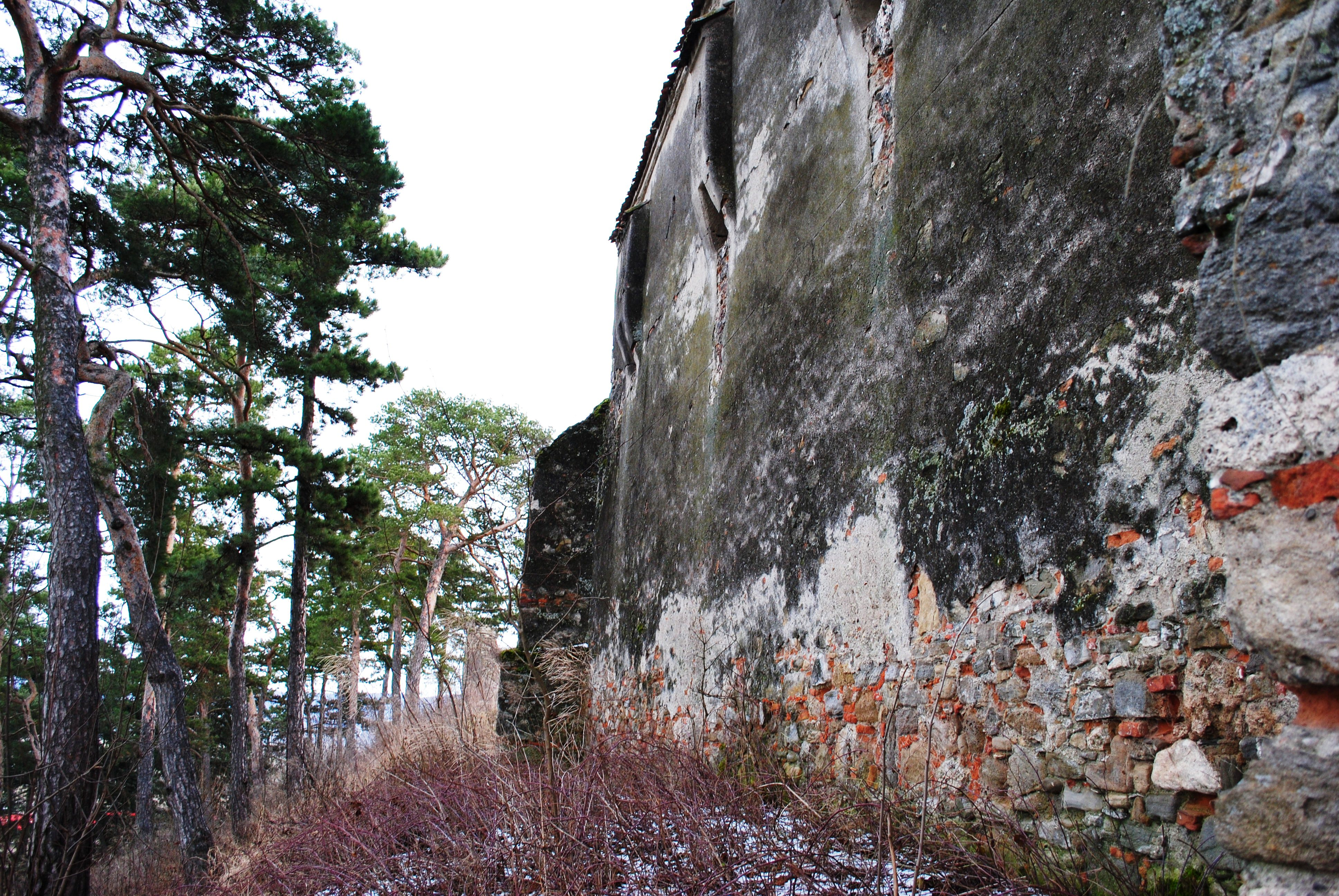
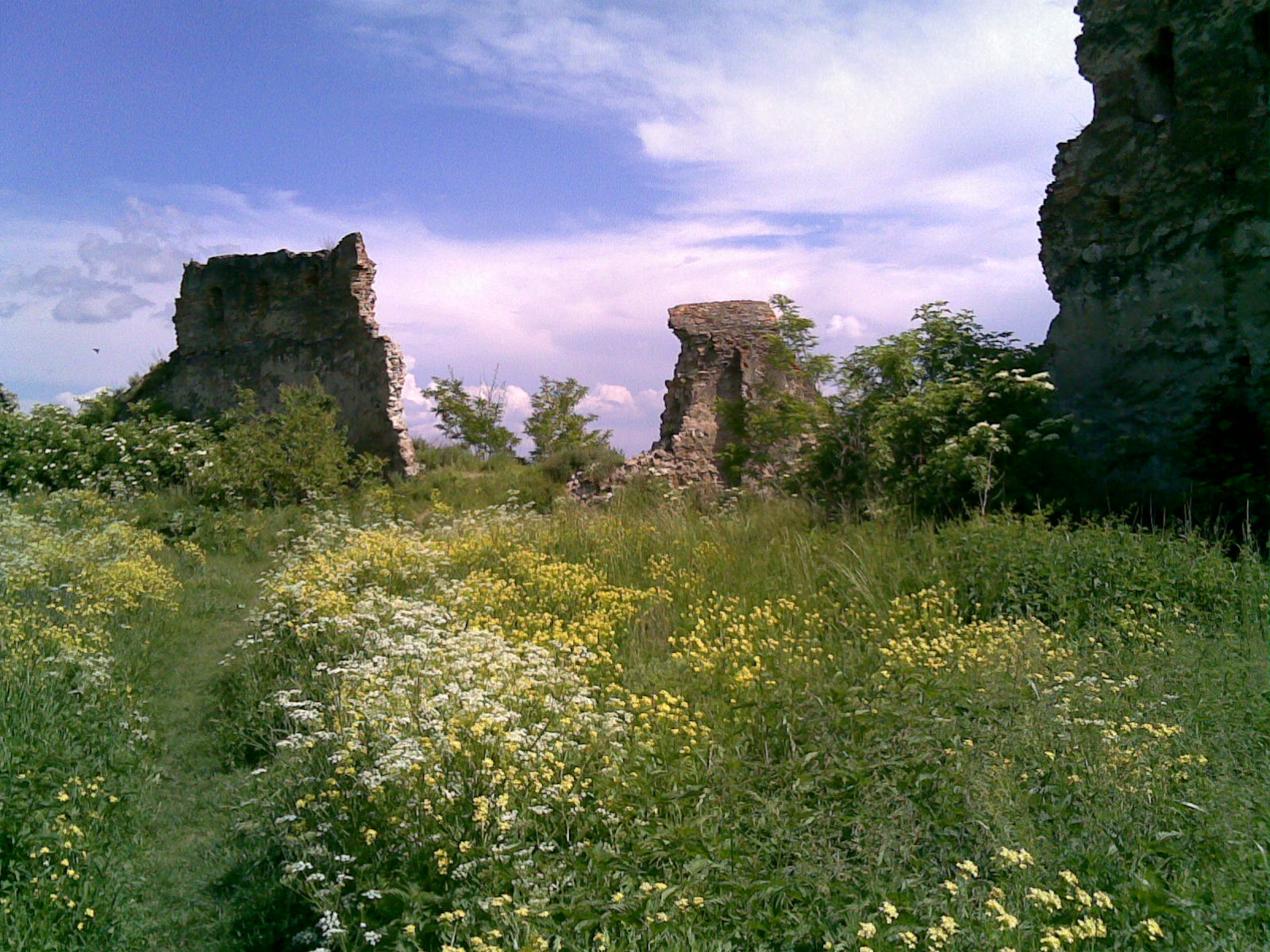
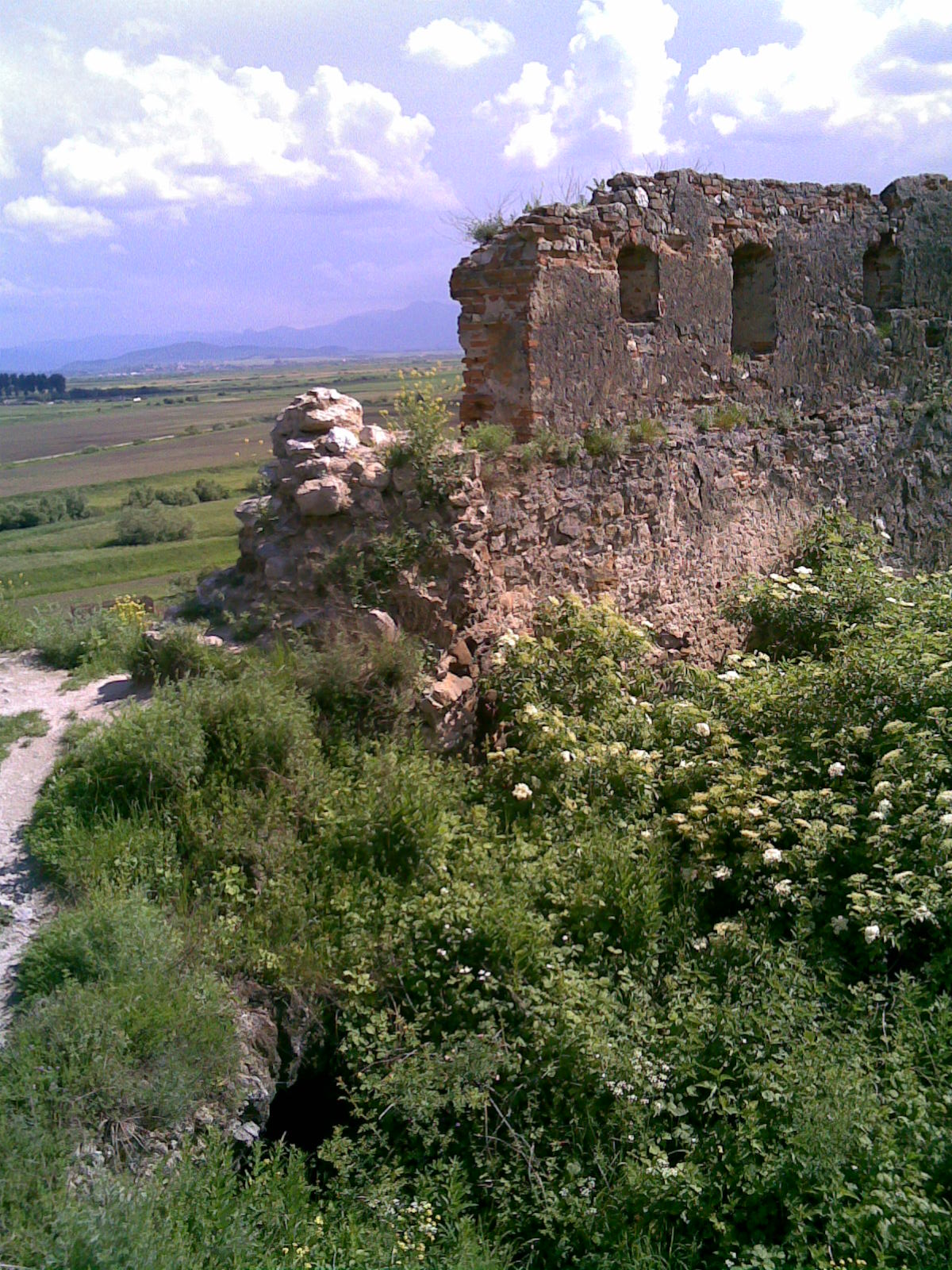
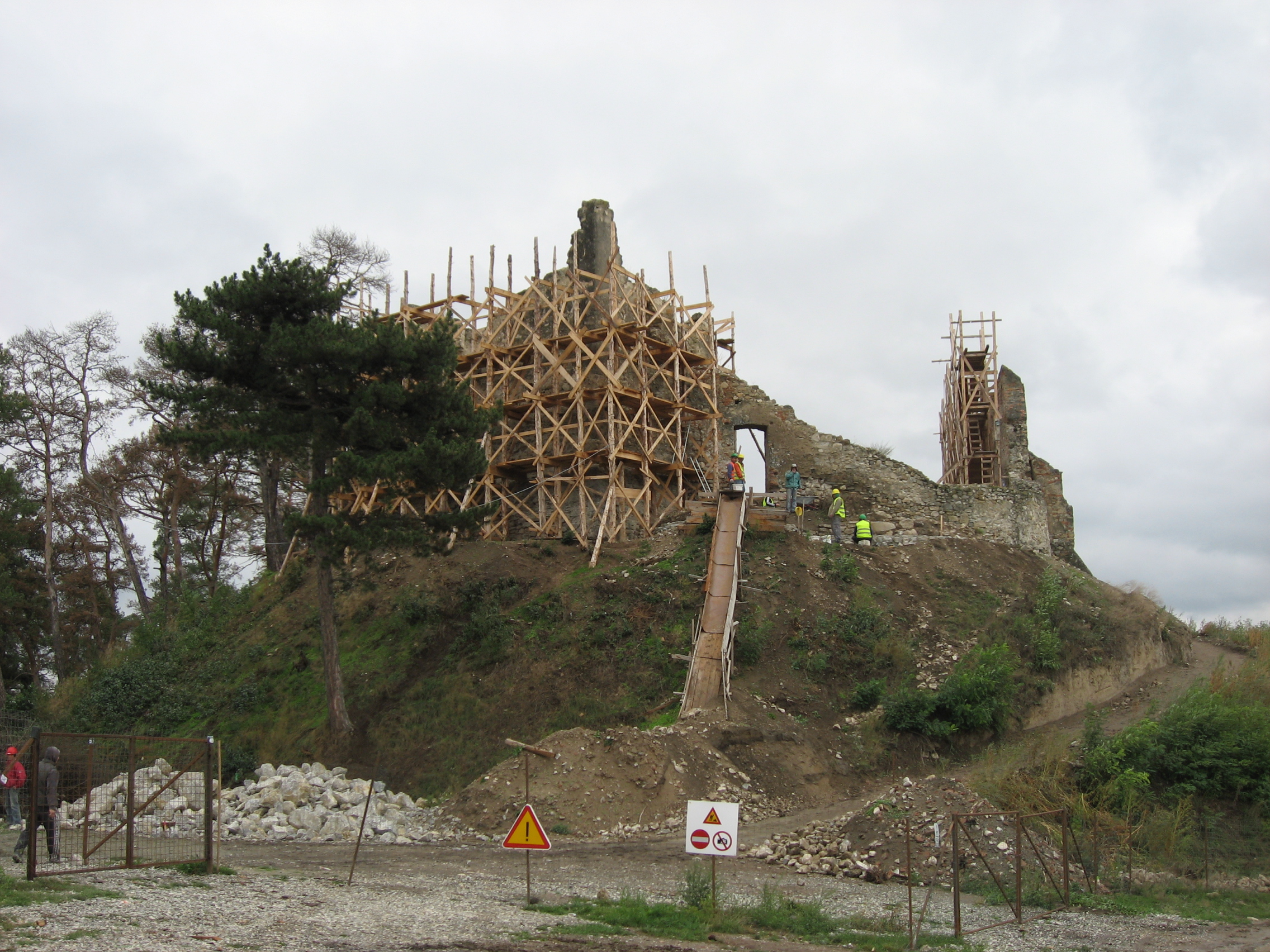
A vár felújítás közben (2013)
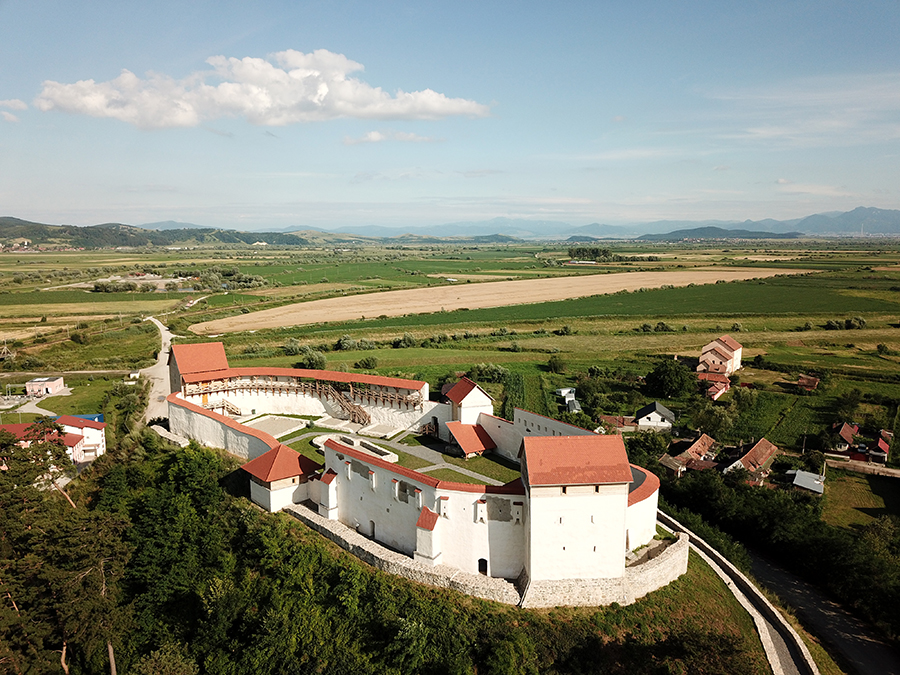
Légi felvétel (2019)
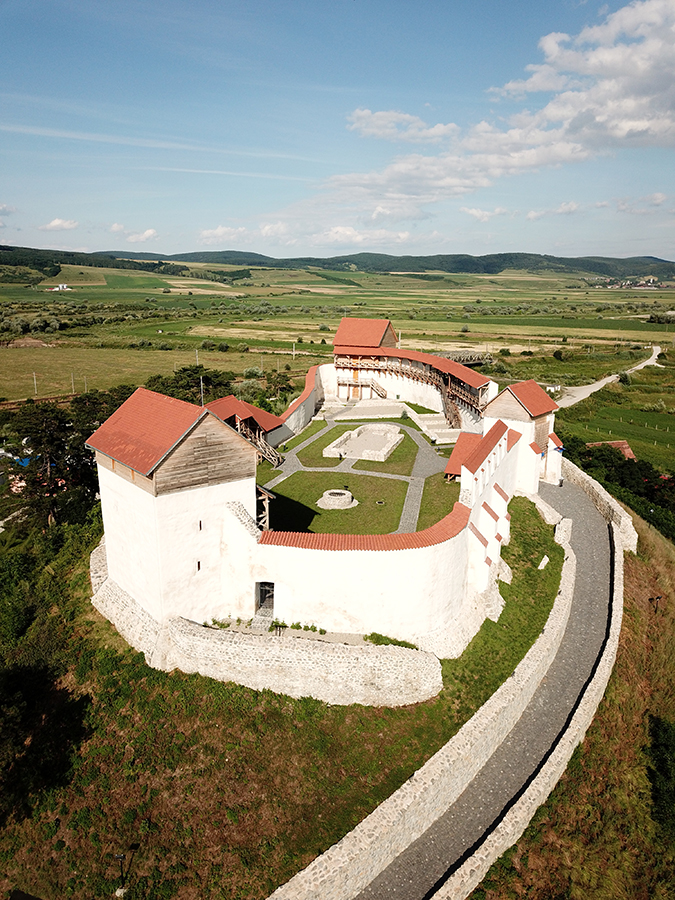
Légi felvétel (2019)
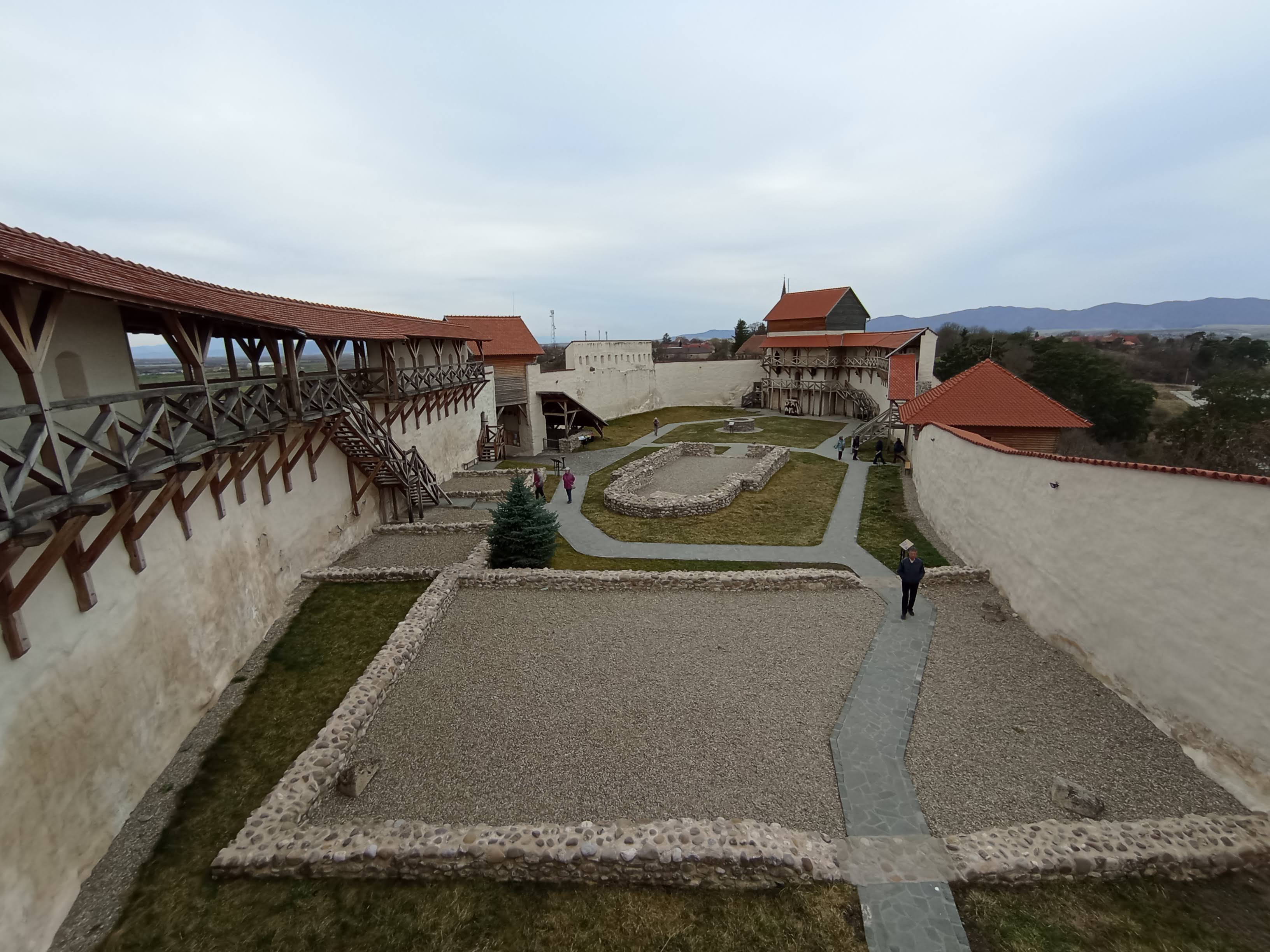
A felújított vár belülről (2024)